# Пабьянице (станция)
Пабьянице (пол. Pabianice) — пассажирская и грузовая железнодорожная станция в городе Пабьянице, в Лодзинском воеводстве Польши. Имеет 3 платформы и 5 путей.
Станция на железнодорожной линии Лодзь-Калиская — Форст, построена в 1902 году, когда эта территория была в составе Царства Польского.